# Ртищев, Павел Фёдорович
Павел Фёдорович Ртищев (1886 — 1918) — полковник 51-го пехотного Литовского полка, герой Первой мировой войны, руководитель Ставропольского офицерского восстания в 1918 году.

## Биография
Из мещан. Уроженец Ставропольской губернии.
Окончил Ставропольское духовное училище и два класса Ставропольской духовной семинарии. В 1908 году окончил Тифлисское пехотное юнкерское училище, откуда выпущен был подпоручиком в 43-й пехотный Охотский полк.
28 февраля 1909 года вышел в запас армейской пехоты по Ставропольскому уезду. 22 августа 1909 года определен в службу в 211-й пехотный резервный Евпаторийский полк. 17 июля 1910 года переведен в 51-й пехотный Литовский полк. 25 ноября 1912 года произведен в поручики.
В Первую мировую войну вступил в рядах 51-го пехотного Литовского полка. Произведен в штабс-капитаны 16 марта 1916 года «за выслугу лет». Удостоен ордена Св. Георгия 4-й степени
За то, что в боях 21 и 22 июля 1916 года во главе своей роты переправился через реку Серет, под губительным огнем противника, совместно с другими ротами, атаковал и взял д. Дзички и окопы противника в районе к д. Чистопадам. Весь день 22 июля отражал двумя ротами контр-атаки противника на дер. Чистопады. 23 июля, будучи начальником боевого участка из 3½ рот, атаковал противника на выс. 372, отбил все его контр-атаки, занял выс. 372 и захватил пленных до 300 человек. В боях с 28 по 31, командуя батальоном, лично повел свой батальон в штыковую атаку, взял высоту 388 и захватил свыше 500 пленных и 1 действующий пулемет. Отбил новую контр-атаку и захватил вновь 300 пленных и пулемет.
Был дважды ранен. Произведен в капитаны 5 января 1917 года, в подполковники — 4 августа того же года.
Летом 1918 года полковник Ртищев и его брат Пётр стали руководителями Ставропольского офицерского восстания, вспыхнувшего 27 июня 1918 года, спонтанно и преждевременно, как ответ на начавшиеся аресты и расстрелы, а также массовые убийства большевиками в июне—июле 1918 г. проживающих в городе офицеров и генералов. Восстание было быстро подавлено многократно превосходящими силами большевиков. Остатки восставших отступили к селу Татарка, где были окружены и в неравном бою убиты или взяты в плен, в числе захваченных были и братья Ртищевы. Они были казнены 28 июня 1918 года в Ставрополе на Ярмарочной площади у Успенского собора, тела их были вывезены за город и выброшены в яру. После это место стали называть «Полковничьим яром».
После занятия Ставрополя Добровольнической армией тела братьев Ртищевых были найдены и 17 сентября 1918 года перезахоронены, с воинскими почестями, в ограде Варваринской церкви (в годы советской власти церковь и кладбище были снесены).

## Семья
- брат — Пётр Фёдорович Ртищев, один из руководителей Ставропольского восстания 1918 года.
- двоюродный брат — Козин, Сергей Андреевич, советский монголовед, академик АН СССР.
- племянник — Филиппов, Борис Андреевич, писатель.
- жена — Нина Ивановна Ртищева (Александрова) (ум. 6.05.1967).
- дочь — Ольга Павловна Раюшкина (Ртищева) (19.07.1914—15.11.2011).
- сын — Федор Павлович Ртищев (1911—?)

## Награды
- Орден Святого Станислава 3-й ст. (ВП 11.02.1916)
- Орден Святой Анны 4-й ст. с надписью «за храбрость» (ВП 25.07.1916)
- Орден Святого Георгия 4-й ст. (ПАФ 30.06.1917)